# Turcja na Letnich Igrzyskach Olimpijskich 1952
Turcję na Letnich Igrzyskach Olimpijskich 1952 reprezentowało 51 zawodników, tylko mężczyzn.

## Zdobyte medale
| Medal | Zawodnik     | Dyscyplina | Konkurencja                             | Rezultat |
| ----- | ------------ | ---------- | --------------------------------------- | -------- |
| Złoto | Hasan Gemici | Zapasy     | Styl wolny, kategoria do 52 kg mężczyzn | [ 2 ]    |
| Złoto | Bayram Şit   | Zapasy     | Styl wolny, kategoria do 62 kg mężczyzn | [ 2 ]    |
| Brąz  | Adil Atan    | Zapasy     | Styl wolny, kategoria do 87 kg mężczyzn | [ 2 ]    |